# Papa Anicet
Papa Anicet (n. secolul I d.Hr., Homs, Roma Antică – d. 20 aprilie 166 d.Hr., Roma, Imperiul Roman) a fost papă al Romei în a doua jumătate a secolului al II-lea.

## Origine
Sirian de origine, născut la Emesa. A fost al zecelea papă după Sf. Petru și succesor al papei Pius I în 157.

## Viața
Pontificatul său a fost marcat de dialogul sau disputa cu Sf. Policarp, episcopul de Smirna. Subiectul  diferențelor dintre Roma și Alexandria pe de o parte și Asia Mică pe de alta era data sărbătorii Paștelui. Sf. Policarp și episcopia sa comemorau răstignirea lui Isus în ziua de 14 a lunii ebraice Nisan, fără a da importanță în care zi a săptămânii cade acest 14 Nisan. În schimb, pentru  Papa Anicet și pentru Biserica Catolică de la Roma, învierea lui Isus trebuia sărbătorită întotdeauna duminica, ziua în care Isus a înviat. În această discuție papa Anicet a preferat să păstreze tradiția catolică romană de a celebra Învierea Domnului într-o zi de duminică, fără să impună și bisericii din Smirna acest lucru; astfel papa Anicet a respectat dreptul episcopiei de Smirna (azi Izmir, Turcia) de a celebra Paștele conform propriei tradiții.
Este foarte probabil că l-a cunoscut pe sf. Iustin, care a fost martirizat pe timpul pontificatului său, în 165. Papa Anicet a desfășurat o vie activitate antignostică. Istoricii sunt de părere că el este acela care a ridicat în aria necropolei vaticane monumentul în cinstea Sf. Petru (primul nucleu al viitoarei bazilici vaticane). Acest monument a devenit obiect de  pelerinaj pe la începutul sec. al III-lea și a fost redescoperit cu ocazia săpăturilor arheologice efectuate în deceniul 1939–1949, din dispoziția papei Pius al XII-lea.
Papa Anicet a fost martirizat în timpul persecuției împăratului Antoniu și a fost înmormântat lângă Sf. Petru.